# Cão de presa

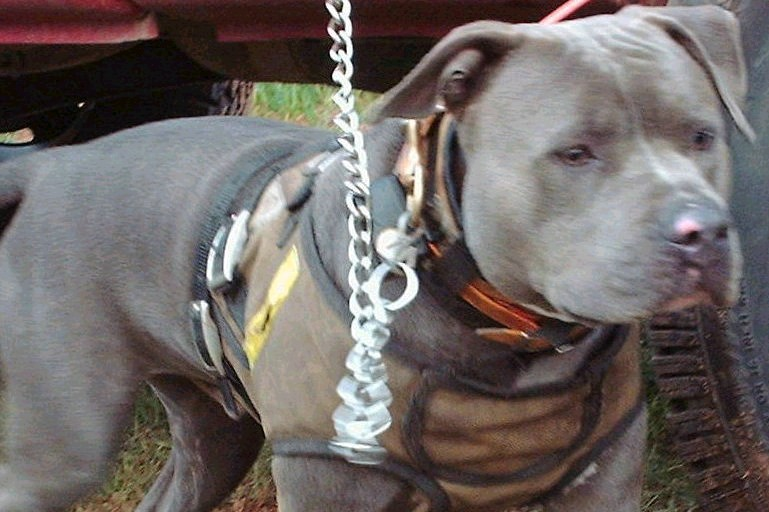
Um pit bull ou um Amstaff usado como "cão de presa", vestindo um colete de Kevlar e colar de proteção

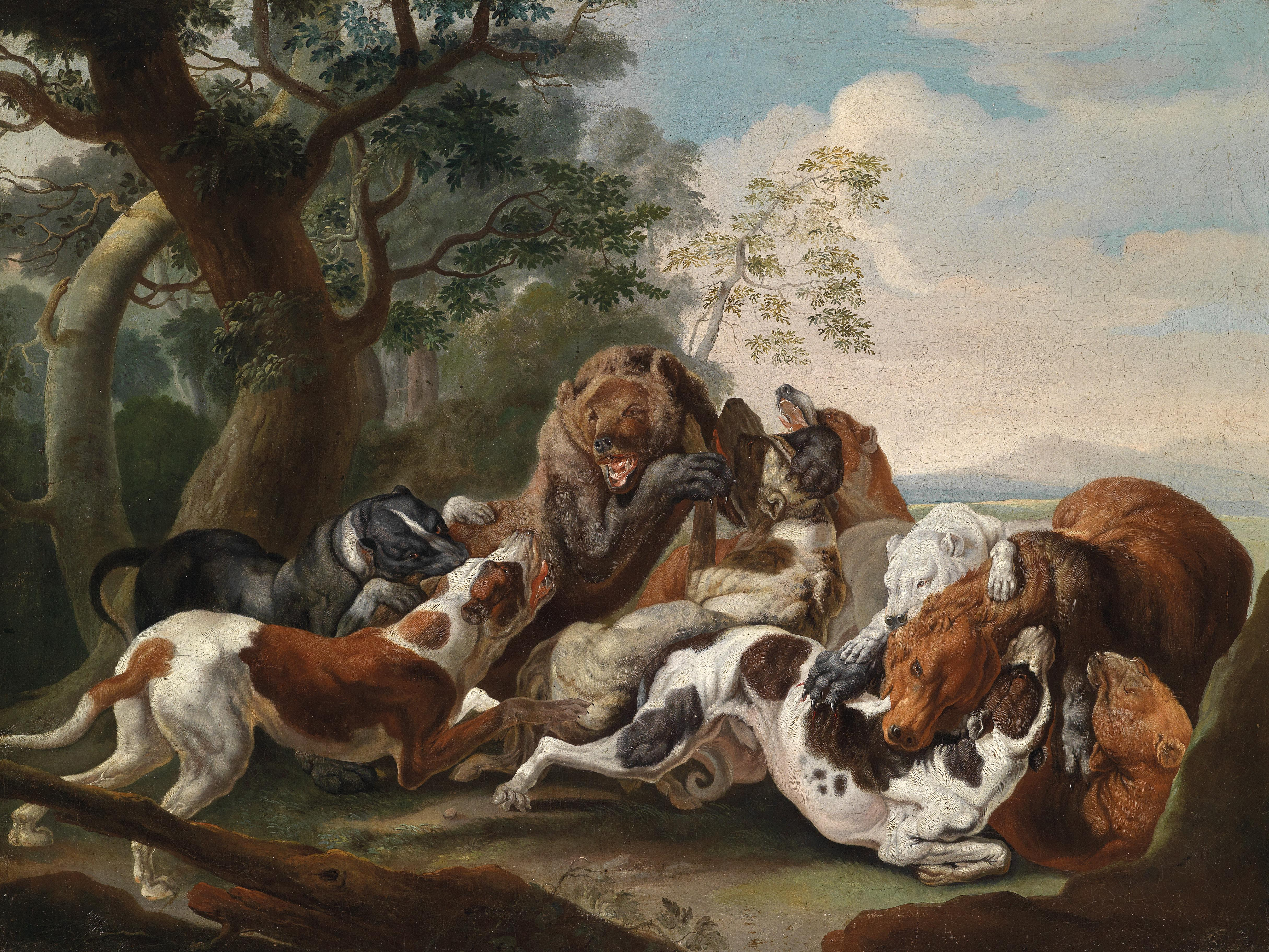
Cães de presa caçando urso. Pintura do século 17.

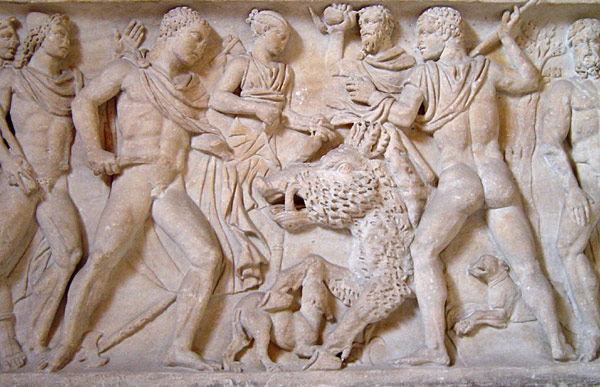
Os romanos usaram cães de presa na caça do javali selvagem.

Um cão de presa (em inglês:  Catch dog), cão de agarre, cão de fila ou cão de captura é um tipo especial de cão usado na caça para capturar grandes animais como javalis e ursos, ou para trabalhar na captura e controle do gado bravio (bovino e suíno).
Como caçadores, os cães de presa contrastam com os sabujos que encurralam a presa e alertam o seu dono através de uivos, ou alaridos. Cães de presa são tipicamente equipados com proteção peitoral para evitar serem perfurados pelos dentes do javali, e um colar de proteção no pescoço para evitar lesão no local.
Como cães de gado, os cães de presa usam o seu peso e mandíbula para imobilizar animais vivos para que eles possam ser capturados, ou, literalmente, imobilizados, pelo dono dos cães, que podem ser criadores de gado, caçadores, açougueiros, ou fazendeiros.

## Cães de caça ao javali
Cães de presa agarram fisicamente o javali, normalmente aproveitando a base da orelha do animal. Uma vez que os cães de presa possuem o controle físico do javali, eles vão segurá-lo indefinidamente até que o caçador chegue. O caçador então vem atrás do javali e o abate com uma faca ou uma lança.
Não é incomum para os caçadores de utilizar ambos os hounds (sabujos e lebréis) e cães de presa na mesma caça. Os sabujos são usados para encontrar o javali, inicia-se a perseguição, e encurralam. Às vezes, o javali irá fugir dos sabujos num primeiro instante, mas em algum ponto durante a perseguição irá parar de lutar ou ficar encurralado. Neste ponto, os cães de presa são lançados para capturar e segurar o javali para o caçador.

## Raças de cães de presa
O termo "cão de presa" corresponde, em português a Cão de Fila e espanhol a Perro de presa. A maioria dos cães de presa são descendentes do Antigo Bulldog inglês ou Alaunt e outros cães do tipo Molosso. O Dogo Argentino é um grande exemplo de cão de presa e foi especificamente criado para a caça ao javali na Argentina. Os Dogo Argentinos são comumente cruzados com Pit Bulls no sul dos Estados Unidos, especificamente para a caça de javali, embora ocasionalmente os caçadores usem pit bulls puro-sangue.[carece de fontes?]
Outras raças usadas como cães de presa ou usados em cruzamentos para desenvolver cães de presa incluem:
- Alano Espanhol
- American Pit Bull Terrier
- Buldogue Americano[7]
- American Staffordshire Terrier[carece de fontes?]
- American Staghound
- Bandog[8]
- Boxer[9]
- Bullmastiff
- Cane Corso[10]
- Catahoula Bulldog[11]
- Dogo argentino[12]
- Bull Terrier Inglês
- Fila-brasileiro
- Perro de Presa Canario[13]
- Cão de presa maiorquino
- Kangal